# Juan Luis Sanfuentes Andonaegui
Juan Luis Sanfuentes Andonaegui (Santiago, 27 december 1858 - aldaar, 16 juli 1930) was een Chileens staatsman. Hij was van 23 december 1915 tot 23 december 1920 president van Chili.

## Biografie
Hij was de zoon van Salvador Sanfuentes Torres en Matilde Andonaegui y González. Omdat zijn ouders kwamen te overlijden toen Sanfuentes nog een kind was werd hij door zijn oudere broer, Enrique Salvador Sanfuentes. Hij studeerde geesteswetenschappen aan het Instituto Nacional en rechten aan de Universiteit van Chili. Op 15 maart 1879 werd hij toegelaten tot de balie van Santiago. Hij nam als marine-officier deel aan de Salpeteroorlog (1879-1884). Na de oorlog werd hij een succesvol ondernemer en zakenman en vergaarde zich een fortuin.
Sanfuentes was een aanhanger van president José Manuel Balmaceda en was tijdens diens ambtstermijn enige jaren lid van de Kamer van Afgevaardigden (1888-1891). Na de val van Balmaceda (1891) trok Sanfuentes zich terug uit het openbare leven en wijdde zich aan zijn onderneming. In 1893 was hij met andere oud-aanhangers van Balmaceda betrokken bij de oprichting van de Partido Liberal Democrático (Liberaal-Democratische Partij). Sanfuentes ontpopte zich als de voornaamste leider van de nieuwe partij en zorgde er door zijn pragmatisch optreden voor dat de partij al snel een machtsfactor werd. Sanfuentes was voorstander van samenwerking met de andere parlement, hetgeen leidde tot breuk binnen de partij. In 1898 nam de PLD voor het eerst deel aan de regering.
In 1900 werd Sanfuentes in de Senaat gekozen. Hij bleef senator tot 1918. Van 1906 tot 1907 was hij ondervoorzitter van de Senaat. In 1901 werd hij minister van Financiën onder interim-president Aníbal Zañartu. In 1904 weekte Sanfuentes de PLD los uit de conservatieve Coalición en ging samenwerken met de progressievere Alianza Liberal. Deze samenwerking was echter van korte duur en na de parlementsverkiezingen van 1906 sloot de PLD zich weer aan bij de Coalición. Onder president Pedro Montt (1906-1910) kwam het opnieuw tot een breuk binnen de PLD.

### Presidentsverkiezingen van 1915
In 1910 leek het erop dat Sanfuentes presidentskandidaat zou worden voor de Coalición, maar uiteindelijk schoven de Coalición en de Alianza Liberal Ramón Barros Luco als gezamenlijke presidentskandidaat naar voren. Barros werd unaniem tot president gekozen. In 1915 was Sanfuentes wederom presidentskandidaat voor de Coalición. Sanfuentes won de verkiezingen van 25 juni 1915 met één stem verschil op zijn tegenstander Javier Ángel Figueroa Larraín (174 kiesmannen tegen 173 kiesmannen). Er was sprake van grootschalige omkoping, maar het parlement bevestigde de uitslag en op 23 december 1915 werd Sanfuentes ingezworen als de 17de president van Chili.

### President
Onder het presidentschap van Sanfuentes wisselde het ene kabinet zich af voor het andere en er was sprake van een grote mate van instabiliteit.
Een van de belangrijkste daden van Sanfuentes was - ondanks de tegenwerking van de Kerk - de invoering van onderwijsplicht voor kinderen. Voor het eerst in de Chileense geschiedenis konden ook kinderen uit arme gezinnen naar school.
Toen Sanfuentes als president aantrad was de Eerste Wereldoorlog al bijna anderhalf jaar gaande. Chili voerde een politiek van neutraliteit ook al was het duidelijk dat de stemming pro-Duits was. De belangrijkste adviseurs van de president waren bewonderaars van de Duitse cultuur en het leger was op Duitse leest geschoeid. Sanfuentes bleef echter een strikt neutrale koers voeren. Het openlijk partij kiezen voor Duitsland zou zeer slecht uitpakken voor de Chileense export. Duidelijk was dat de neutraliteitspolitiek de economie geen windeieren legde. Salpeter en koper, de voornaamste exportproducten van Chili bleken onmisbaar voor de oorlogvoerende naties. Toen aan het einde van 1918 duidelijk werd dat de geallieerden de oorlog gingen winnen, ging de Chileense regering een meer pro-geallieerde koers varen. De ogen waren voornamelijk gericht op de Verenigde Staten van Amerika. Na de oorlog trad Chili dan ook zonder problemen toe tot de Volkenbond.
Sanfuentes' hardhandige optreden tegen stakers in de kolenindustrie en zijn negatieve houding t.o.v. de vakbeweging leidde ertoe dat in 1920 een hervormingsgezinde liberaal, Arturo Alessandri, tot president werd gekozen. Alessandri was gedurende de regering van Sanfuentes zijn voornaamste politieke tegenstander geweest. Met de verkiezing van Alessandri kwam er een einde aan de oligarchische republiek.
Na zijn aftreden wijdde Sanfuentes zich voornamelijk aan het beheer was zijn landgoed, Camarico, en bracht hij veel tijd door met zijn familie. Hij overleed op 16 juni 1930 in Santiago.

### Samenstelling kabinetten
| Ministerie (Presidentschap van Juan Luis Sanfuentes) | Naam/Periode | Partij                                          |
| ---------------------------------------------------- | --- | ----------------------------------------------- |
| Binnenlandse Zaken                                   | José Elías Balmaceda Fernández (1915-1916) Maximiliano Ibáñez Ibáñez (1916) Luis Izquierdo Fredes (1916) Enrique Zañartu Prieto (1916-1917) Ismael Tocornal Tocornal (1917) Eliodoro Yáñez (1917-1918) Domingo Amunátegui Solar (1918) Arturo Alessandri Palma (1918) Pedro García de la Huerta Izquierdo (1918) Armando Quezada Acharán (1918-1919) Anselmo Hevia Requelme (1919) Luis Serrano Arrieta (1919) Enrique Bermúdez de La Paz (1919) José Florencio Valdés Cuevas (1919) Gregorio Burgos Figueroa (1919) Pedro Nicolás Montenegro Onel (1919-1920) Federico Puga Borne (1920) Pedro García de la Huerta Izquierdo (1920) | PLD PL PLD PL PLDo PL PR PL PR PLD PL           |
| Buitenlandse Zaken, Eredienst en Kolonisatie         | Ramón Subercaseaux Vicuña (1915-1916) Silvestre Ochagavía Echaurren (1916) Juan Enrique Tocornal Doursther (1916) Alamiro Huidobro Valdés (1916-1917) Arturo Besa Navarro (1917) Eduardo Suárez Mujica (1917-1918) Guillermo Pereira Iñiguez (1918) Daniel Feliú Manterola (1918) Ruperto A. Bahamonde Rivera (1918) Luis Barros Borgoño (1918-1919) Alamiro Huidobro Valdés (1919-1920) Antonio Huneeus Gana (1920) Luis Aldunate Echeverría (1920) | PC PN PR PC PR PLD PC PL                        |
| Financiën                                            | Ramón Santelices Cuevas (1915-1916) Armando Quezada Acharán (1916) Luis Devoto Arrizaga (1916) Arturo Prat Carvajal (1916-1917) Armando Quezada Acharán (1917) Ricardo Salas Edwards (1917-1918) Manuel Hederra Concha (1918) Luis Claro Solar (1918) Luis Aníbal Barrios (1918) Luis Claro Solar (1918-1919) Julio Philippi Bihl (1919) Ramón Subercaseaux Pérez (1919-1920) Enrique Oyarzún Mondaca (1920) Antonio Viera Gallo (1920) Francisco Garcés Gana (1920) | PC PR PLD PN PR PC PN PL PR PL PN PR PN PL      |
| Oorlog en Marine                                     | Salvador Vergara Álvarez (1915-1916) Cornelio Saavedra Montt (1916) Jorge Boonen Rivera (1916) Oscar Urzúa Jaramillo (1916-1917) Pedro Nicolás Montenegro Onel (1917) Óscar Viel Cavero (1917-1918) Luis Vicuña Cifuentes (1918) Francisco Landa Zárate (1918) Jorge Valdivieso Blanco (1918) Víctor Vicente Robles Valenzuela (1918) Enrique Bermúdez de La Paz (1918-1919) Aníbal Rodríguez Herrera (1919) Germán Ignacio Riesco (1919-1920) Regulo Valenzuela (1920) Pedro Opaso Letelier (1920) Ladislao Errázuriz Lazcano (1920)                                                                                                | Mil. PN Mil. PL PLD — PL PR PL PN PL PN PLD PL  |
| Justitie en Openbaar Onderwijs                       | Augusto Orrego Luco (1915-1916) Roberto Sánchez García de la Huerta (1916) Alberto Romero Herrera (1916) Pedro Íñiguez Larraín (1916-1917) Ángel Guarello Costa (1917) Arturo Alemparte Quiroga (1917-1918) Pedro Aguirre Cerda (1918) Alcibíades Roldán Alvarez (1918) Luis Orrego Luco (1918-1919) Pablo Ramírez Rodríguez (1919) Julio Prado Amor (1919) José Bernales Navarro (1919-1920) Enrique Bermúdez de la Paz (1920) Javier Gandarillas Matta (1920) Lorenzo Montt Montt (1920) | PL PLD PN PLDo PD PN PR PL PR PLD PD PL PR PLDo |
| Industrie, Openbare Werken en Spoorwegen             | Augusto Orrego Luco (1915-1916) Roberto Sánchez García de la Huerta (1916) Alberto Romero Herrera (1916) Pedro Íñiguez Larraín (1916-1917) Ángel Guarello Costa (1917) Arturo Alemparte Quiroga (1917-1918) Pedro Aguirre Cerda (1918) Alcibíades Roldán Alvarez (1918) Luis Orrego Luco (1918-1919) Pablo Ramírez Rodríguez (1919) Julio Prado Amor (1919) José Bernales Navarro (1919-1920) Enrique Bermúdez de la Paz (1920) Javier Gandarillas Matta (1920) Lorenzo Montt Montt (1920) | PL PLD PN PLDo PD PN PR PL PR PLD PD PL PR PLDo |

## Privé
Juan Luis Sanfuentes trouwde op 11 november 1885 met Ana Echazarreta Pérez Cotapos (1865-1927). Uit dit huwelijk werden vijf kinderen (drie dochters en twee zonen) geboren.